# 클라우스 바르비
니콜라우스 "클라우스" 바르비(독일어: Nikolaus „Klaus“ Barbie, 1913년 10월 25일 ~ 1991년 9월 25일, 리옹)는 친위대 대위로, 군인이자 게슈타포의 구성원이다. 리옹의 도살자(Butcher of Lyon) 라는 별명으로 알려져 있다.

## 생애
바르비는 1913년, 오늘날의 본의 일부인 고데스베르크에서 태어났다. 후에 그는 아버지의 전근에 따라 트리어로 이사하였고, 1935년 친위대의 특수 예하 부대인 보안대에 입대하였다. 독일군이 제2차 세계 대전 중 서유럽을 점령한 후에는 네덜란드의 암스테르담에서 일했으며, 1942년 비시 프랑스 치하의 디종과 리옹에서 지구 게슈타포 책임자가 되었다. 바르비는 1945년 전쟁이 끝날 때까지 이 직위에 머물면서, 프랑스의 저항 운동을 진압하고, 수 천명 이상의 포로를 고문하고 살해하였다. 그의 여러 가지 잔혹 행위 중에는 프랑스 레지스탕스의 지도자 장 물랭을 살해하고, 44명의 유대인 어린이와 이들의 교사 5명을 아우슈비츠 강제 수용소로 추방한 행위도 있었다.
전후에는 미국 정부에 체포되었으나, 미국은 방첩 활동 목적으로 그를 1947년부터 미군 방첩대 (CIC)의 공작원으로 이용하였고, 미국이 바르비를 숨겨주고 있다는 사실을 알아낸 프랑스의 첩보 기관은 미국에 바르비의 인도를 요구하였으나, 바르비의 이용 가치를 높게 평가하고 있던 미국은 인도를 거부하였다. 프랑스 정부의 계속되는 인도 요구에 미국은 그와 그의 가족들을 독일에서 볼리비아로 망명시켰고, 그는 1951년부터 신분이 드러난 1970년대 초까지 클라우스 알트만이라는 가명의 사업가로 활동하였다.
1983년, 볼리비아 정부에서 프랑스 정부로 신병이 인도되어 리옹 법정에 섰으며, 이미 결석 재판으로 두 번의 사형 선고를 받은 바 있던 그는, 1987년에 종신형을 선고받고 교도소에 구금되었다. 그 후 1991년, 교도소 내에서 병사하였다.

## 같이 보기
- 콘도르 작전